# Acuticosta chinensis
Acuticosta chinensis е вид мида от семейство Unionidae. Видът е незастрашен от изчезване.

## Разпространение
Разпространен е в Китай.